# 法國柏柏爾人
法國柏柏爾人，是指生活在法國的柏柏爾人及其後裔，人口大約2000000人。

## 反柏柏爾人的種族主義
1990年3月，根據世界報的民意調查報導，76％的受訪者和在隨後的幾年中39％人表示他們“厭惡”有太多的柏柏爾人在法國。
2005年5月，北非人和吉卜賽人在佩皮尼昂爆發了騷亂，一個年輕的北非男子被槍殺，一個北非男子被一群吉卜賽人處以私刑。
法國的頭巾禁令，被批評為反穆斯林的成見“間接合法化，是促進而不是防止種族主義。